# Молочненское сельское поселение
Молочненское се́льское поселе́ние (укр. Молочненське сільське поселення, крымскотат. Молочное кой юрту, Терекли Къонърат кой юрту) — муниципальное образование в составе Сакского района Республики Крым России.

## География
Поселение расположено на западе района, в степном Крыму, на берегу Чёрного моря. Граничит на востоке с Уютненским, на северо-востоке с Ромашкинским, на севере с Воробьёвским и на западе со Штормовским сельскими поселениями.
Площадь поселения — 73,78 км².
Основные транспортные магистрали: автодороги 35Н-482, 35Н-455 и 35Н-452 (по украинской классификации — автодорога С-011235, С-011207 и С-011204).

## Население
| 2001  | 2014  | 2015  | 2016  | 2017  | 2018  | 2019  |
| ----- | ----- | ----- | ----- | ----- | ----- | ----- |
| 3886  | ↘3307 | ↗3314 | ↘3294 | ↘3284 | ↘3245 | ↘3195 |
| 2020  | 2021  |       |       |       |       |       |
| ↘3125 | ↗3397 |       |       |       |       |       |

## Состав сельского поселения
В состав поселения входят 3 населённых пункта:
| № | Населённый пункт | Тип населённого пункта | Население на 2014 год |
| - | ---------------- | ---------------------- | --------------------- |
| 1 | Молочное         | село, центр            | ↘2174                 |
| 2 | Абрикосовка      | село                   | ↘506                  |
| 3 | Витино           | село                   | ↘627                  |

## История
Судя по доступным историческим документам, Тереклы-Конратский сельский совет был образован в 1930-х годах в составе Евпаторийского района (поскольку на 1940 год он уже существовал).
Указом Президиума Верховного Совета РСФСР от 21 августа 1945 года он был переименован в Молочненский сельский совет. С 25 июня 1946 года сельсовет — в составе Крымской области РСФСР, а 26 апреля 1954 года Крымская область была передана из состава РСФСР в состав УССР. На 15 июня 1960 года в составе совета числились сёла:
| - Абрикосовка - Буревестник - Витино | - Зольное - Крыловка - Мирное | - Молочное - Поповка - Привольное | - Фрунзевка - Хуторок |

1 января 1965 года, указом Президиума ВС УССР «О внесении изменений в административное районирование УССР — по Крымской области», Евпаторийский район был упразднён и сельсовет включили в состав Сакского (по другим данным — 11 февраля 1963 года). К 1968 году был упразднён Буревестник, к 1974 году создан Штормовской сельсовет, куда отошли Зольное, Крыловка, Поповка и Штормовое, на 1 января 1977 года ликвидировано Мирное.
С 12 февраля 1991 года сельсовет в восстановленной Крымской АССР, 26 февраля 1992 года переименованной в Автономную Республику Крым. С 21 марта 2014 года в составе Крыма аннексировано Россией. Законом «Об установлении границ муниципальных образований и статусе муниципальных образований в Республике Крым» от 4 июня 2014 года территория административной единицы была объявлена муниципальным образованием со статусом сельского поселения.